# Il timido ubriaco
Il timido ubriaco è una canzone scritta da Francesco Gazzè per il testo e da Max Gazzè per la musica, e cantata dal cantautore romano Max Gazzè nel 2000. Il brano partecipa al Festival di Sanremo 2000, classificandosi al quarto posto.

## Descrizione
Il singolo è stato inserito nel terzo album Max Gazzè (Gadzilla) uscito nel 2000, subito dopo il Festival.
Il timido ubriaco è tra i brani di maggior successo di Gazzé a livello commerciale, essendo riuscito ad arrivare fino alla tredicesima posizione della classifica dei singoli più venduti in Italia. Nonostante sia rimasto fuori dalla top 10 FIMI, è arrivato alla seconda posizione dei più trasmessi in radio.
Il video prodotto per Il timido ubriaco è stato girato da Francesco Cabras e Alberto Molinari.

## Tracce
1. Il timido ubriaco
2. Preferisco così

## Classifiche
| Classifica (2000) | Posizione massima |
| ----------------- | ----------------- |
| Italia            | 13                |